# Дарзиньш, Вольфгангс
Вольфгангс Дарзиньш (латыш. Volfgangs Dārziņš; 25 ноября 1906, Рига — 24 июня 1962, Сиэтл) — латвийский композитор и пианист. Сын Эмиля Дарзиня.
Окончил с отличием Латвийскую консерваторию (1929) по классу композиции Язепа Витола, затем продолжил там же обучение по классу фортепиано у Бонифации Роге и Надежды Карклини, исполнив по случаю выпуска из фортепианного класса в 1934 г. собственный первый фортепианный концерт (это произведение утрачено). Одновременно с 1928 г. активно печатался как музыкальный критик. Занимался записью и обработкой латышского музыкального фольклора, в том числе дайн, в своих публикациях предлагал невероятно ранние (до нашей эры) датировки собранного материала и возводил их происхождение к санскриту.
В 1944 г. покинул Латвию, по окончании Второй мировой войны жил в Германии в Эслингене, принявшем многих перемещённых лиц из Латвии. В 1950 г. уехал в США, преподавал в консерватории города Спокан, а с 1955 г. в Школе музыки Вашингтонского университета. Концертировал как пианист, в 1954 г. выступил в Карнеги-холле. Среди учеников Дарзиня был Кен Беншуф, позднее записавший как пианист альбом фортепианных пьес своего учителя.
Композиторский стиль Дарзиня сложился под влиянием Белы Бартока и Игоря Стравинского. Свои довоенные сочинения он в США не публиковал, а послевоенные включают преимущественно музыку для фортепиано (две сонаты, несколько сюит, прелюдии и др.) и множество хоровых и вокальных обработок латышских народных песен, а также их фортепианные переложения (некоторые в дальнейшем оркестровал другой ученик Дарзиня, Джон Дэвид Лэм). На родину сочинения Дарзиня начали возвращаться в 1980-е гг.: Второй фортепианный концерт Дарзиня (1938) первым в Латвии исполнил Марис Зембергс, сольные фортепианные произведения играл Вентис Зилбертс.